# Wormaldia saldetica
Wormaldia saldetica là một loài Trichoptera trong họ Philopotamidae. Chúng phân bố ở miền Cổ bắc.